# Kilowattuurmeter

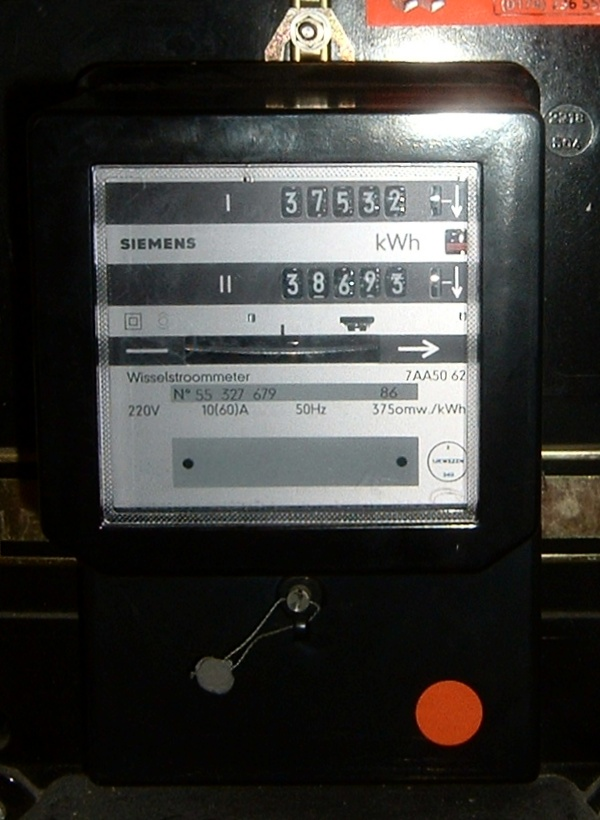
Analoge Ferrarismeter met dubbel telwerk (dubbeltariefmeter)

Een kilowattuurmeter, elektriciteitsmeter of ook wel incorrect stroommeter meet het elektriciteitsverbruik van een woning of bedrijf. De meter is te vinden in de meterkast en is een onderdeel van de elektrische installatie. Er bestaan ook zogenaamde bidirectionele elektriciteitsmeters waarbij de teller terugdraait indien stroom teruggeleverd wordt aan het net.

## Elektriciteitsverbruik
Het elektriciteitsverbruik (ook stroomverbruik genoemd) is het product van elektrisch vermogen en tijd. Het elektrisch vermogen is het product van elektrische spanning en elektrische stroom. Voor wisselspanning komt daar nog een factor bij die te maken heeft met de faseverschuiving tussen spanning en stroom. De spanning is redelijk constant: 230 volt in het grootste deel van Europa.

#### Dubbeltariefmeter
Sommige meters hebben twee telwerken: een voor gewoon tarief en een voor nacht- en weekeindtarief. Het schakelen tussen de telwerken gebeurt automatisch. Dit kan op verschillende manieren:
- met een tooncode die op het lichtnet gesuperponeerd wordt, het zogeheten toonfrequent (TF)-signaal.[1]  Dit signaal werd met ingang van 1 juli 2021 in Nederland langzamerhand uitgeschakeld. Nederlandse huishoudens gingen daarbij steeds verder op een "slimme meter."
- met een spanning op een aparte draad
- met een verzegeld uurwerk dat bij de meter wordt aangebracht

Bij de eerste twee gevallen kan rekening gehouden worden met zomertijd en is het mogelijk dat op feestdagen het lage tarief wordt gerekend. Wordt er een uurwerk ter plaatse gebruikt, dan is met name dit laatste meestal niet haalbaar.
Sommige huishoudens hebben wel een dubbeltariefmeter, maar geen contract voor dubbeltarief. Dit wordt gedaan omdat het vervangen van de meter te kostbaar is. Het verbruik van beide (actieve) telwerken worden dan bij elkaar opgeteld. Het totaalverbruik wordt in rekening gebracht tegen enkeltarief. Deze situatie leidt weleens tot misverstanden doordat de consument denkt dat 's nachts een lager tarief wordt berekend. Anno 2025 is het nachttarief vaak duurder dan het tarief overdag, ook met een dubbel-tarief-contract.

## Geschiedenis
Nadat elektriciteit op steeds grotere schaal beschikbaar kwam voor de gebruiker moesten elektriciteitsleveranciers op zoek naar instrumenten die het verbruik konden meten om daarmee de doorberekening van het gebruik van elektrische energie door afnemers een basis te geven.

### Elektrochemische meters
De eerste elektriciteitsmeters – pionierswerk van onder andere George Lane-Fox en Thomas Edison – werkten op basis van elektrolyse. Zo had Edison in 1882 een elektrolytisch instrument in gebruik dat zinkplaten in een zinksulfaatoplossing had. Door een elektrische stroom door de oplossing te sturen loste langzaam het zink van de ene elektrodeplaat op om neer te staan op de andere elektrodeplaat. De in een bepaalde tijd verkregen gewichtsverandering tussen de platen was een maat voor de verbruikte elektriciteit in ampère-uur – en bij constante spanning dus ook het aantal kilowattuur.
Dit toestel werkte alleen met gelijkstroom.
Om slechts een klein deel van de stroom te gebruiken werd het meetinstrument via een shuntweerstand aan de te meten stroomkring aangebracht. Desondanks was de meter erg onhandig in gebruik, onnauwkeurig en de gebruiker kon zijn verbruik niet controleren, omdat de platen achteraf in een laboratorium gewogen moesten worden.

### Motorische meters

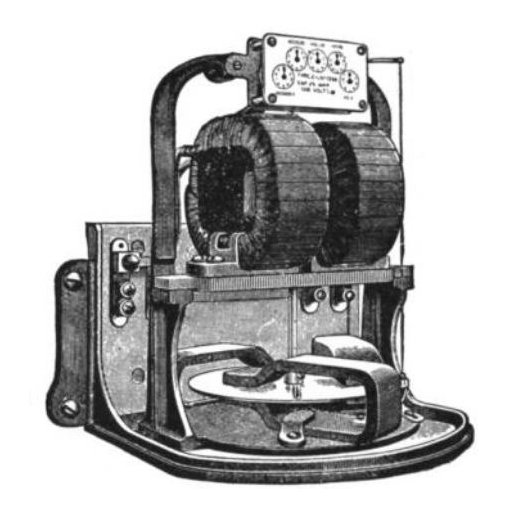
Wattmeter van Thomson

Een goedkopere en eenvoudigere elektriciteitsmeter kwam eind jaren 1880 op de markt, de "registrerende wattmeter" van Elihu Thomson. Zijn meter bestond uit slechts drie basisonderdelen: een ijzerloze commutatormotor, een dempinrichting en een telwerk. Omdat anker en veldwikkelingen geen ijzer bevatten heeft de motor geen last van hysteresisverschijnselen.
De beide veldspoelen worden door de te registreren stroom doorlopen, terwijl de ankerwikkeling onder voorschakeling van een grote weerstand door de spanning beïnvloed werd. Het koppel van de motor, dat evenredig is met het product van stroom, spanning en cos φ, wordt tegengewerkt door een op de motoras bevestigde aluminiumschijf, die tussen de polen draait van een krachtige permanente magneet. Het aantal omwentelingen wordt door een telwerk geregistreerd, waardoor het verbruik direct in kWh afgelezen kon worden.
Thomson ontwikkelde zijn apparaat eigenlijk voor het meten van het verbruik in wisselstroomverbruikers, omdat de elektrochemische meters alleen werkten met gelijkstroom. De motorische meter kon echter – met enkele aanpassingen – ook gebruikt worden voor gelijkstroom en verdrong daardoor al snel de elektrochemische meters.

### Ferraristeller

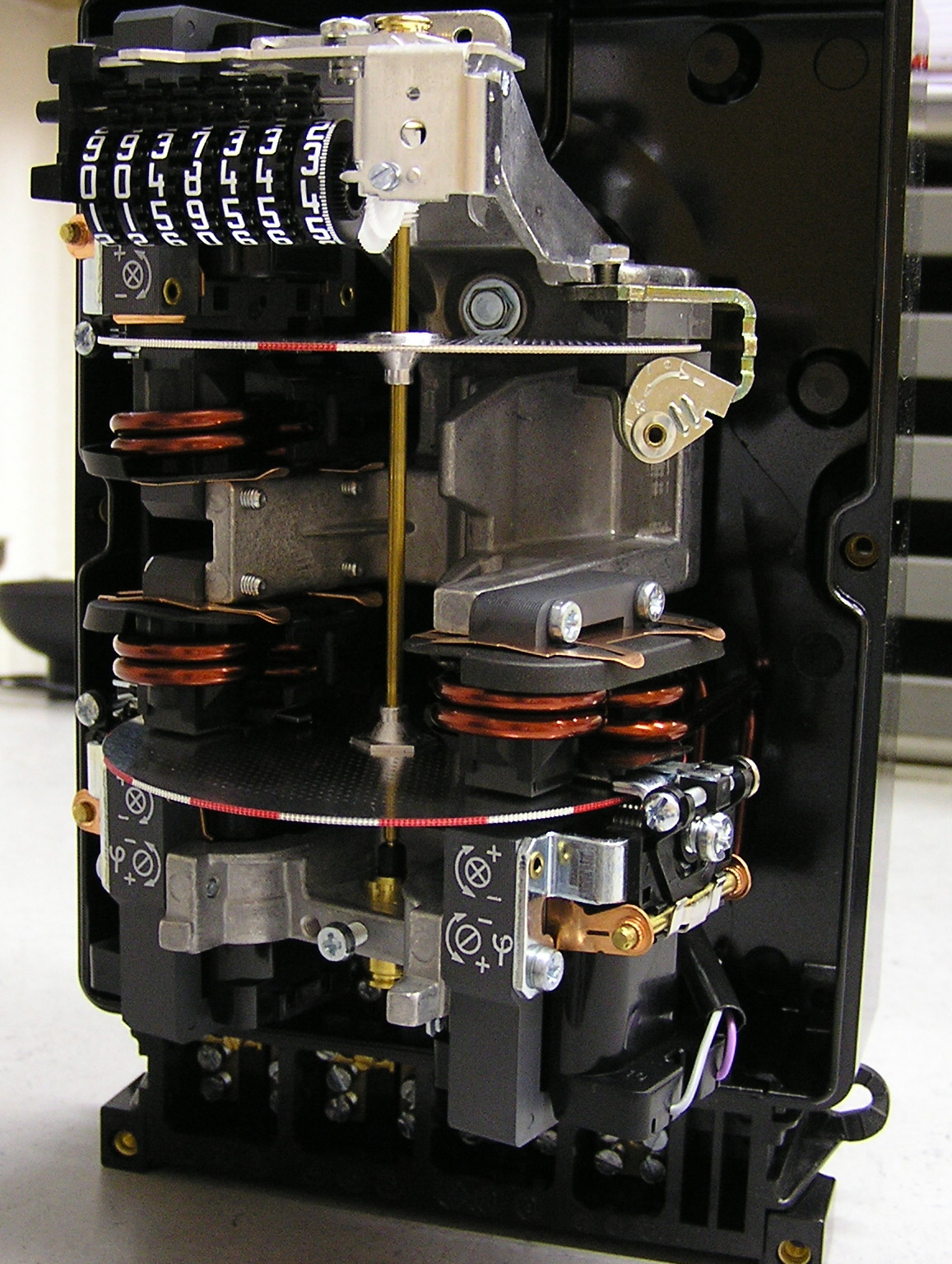
Geopende meter

Een verbetering op de motorische meter van Thomson was de elektromagnetische kilowattuurmeter van Galileo Ferraris. Deze veel gebruikte energieverbruiksmeter of kWh-meter is gemakkelijk te herkennen aan de horizontaal draaiende Ferrarisschijf. In deze draaischijfmeter, gebaseerd op het wervelstroomprincipe, is het roterende anker vervangen door een extra spoel. Hiermee worden wrijvingsverliezen, vonken en slechte contactovergangen van de commutator vermeden. De Ferraristeller is alleen geschikt voor wisselstroom.

#### Werking
De Ferraristeller is eigenlijk een inductiemotor. Deze mechanische kilowattuurmeter heeft een aluminium schijf die in het magnetisch veld van twee spoelen is opgehangen. Een spoel, de spanningsspoel, met een groot aantal wikkelingen is direct aangesloten op het elektriciteitsnet en het veld van de spoel is evenredig met de netspanning. De tweede spoel, de stroomspoel, wekt een veld op evenredig met de stroom die door het net van de gebruiker loopt. De resulterende veldsterkte die door de gecombineerde velden van stroom- en spanningsspoel wordt opgewekt, genereert een wervelstroom in de schijf. Daardoor ontstaat een kracht die een koppel op de schijf vormt dat evenredig is met het product van spanning, stroom en de cosinus van de fasehoek tussen die twee. De schijf begint te draaien. Daardoor is het toerental van de schijf evenredig met het product van stroom, spanning en de cosinus van de fasehoek daartussen. Er zit ook een rem op. De schijf loopt tussen een permanente magneet die dient als wervelstroomrem, deze produceert een snelheidsproportioneel remmoment. De schijf draait sneller rond naarmate het product van stroom, spanning en die cosinus hoger is. Het aantal omwentelingen per tijdseenheid (de draaisnelheid) van de schijf is daarmee een maat voor het afgenomen elektrische vermogen. De schijf zet een telwerk in beweging, dat het verbruik aangeeft. Naarmate de tijd verstrijkt, zal de meterstand oplopen. Op deze manier meet men het 'energieverbruik' in (kilo)wattuur:
{\displaystyle E=U\,I\;\cos \varphi \;t}
Waarbij:
I: de stroom in ampère (A)
U: de spanning in volt (V)
φ: de fasehoek tussen spanning en stroom
t: tijd in seconden (s) (of eventueel uur (h))
E: energie in joule (J) (of eventueel kilowattuur (kWh)).
Voor gelijkstroom of voor wisselstroom met een puur ohmse belasting, zoals een gloeilamp of kachel, is het product van spanning en stroom, VA, gelijk aan het vermogen (watt). Voorbeeld: een gloeilamp van 100 watt (200 volt en 0,5 ampère) die men 10 uur lang laat branden verbruikt daarbij 200×0,5×10 = 1000 Wh = 1 kWh.
Een standaard kilowattuurmeter werkt niet voor gelijkstroom. (De tijdsafgeleide van de magnetische flux is dan nul zodat er geen geïnduceerde spanning is.)
De meter draait 'achteruit' wanneer er geen vermogen wordt afgenomen maar geleverd, zoals bij gebruik van zonnepanelen. Om die reden wordt een gestripte versie, namelijk zonder telwerk, ook gebruikt bij het beveiligen van grote transformatoren en dergelijke. Daarbij verklikt deze meter in welke richting de energie loopt. In het ene geval zal de beveiliging wel, in het andere niet ingrijpen.
Voor wisselstroom en een niet-ohmse belasting is het vermogen gelijk aan het product van spanning, stroom, en de cosinus van het faseverschil tussen stroom en spanning. Het Ferrarisprincipe dat in deze meter gebruikt wordt, waarborgt inherent dat ook de cosinus van het faseverschil in het resultaat zit.

## Muntmeters
In onder andere Nederland is in het verleden gebruikgemaakt van muntmeters voor de levering van elektriciteit. Hiermee werd voorkomen dat gezinnen oplopende schulden bij de energieleverancier kregen. Aanvankelijk accepteerde de muntmeter gewone munten, maar door oplopende tarieven en de vervanging van het koperen en zilveren muntgeld door zink tijdens de Tweede Wereldoorlog brachten de gemeentelijke energiebedrijven hun eigen elektriciteitspenningen uit.
In het Verenigd Koninkrijk worden relatief veel muntmeters gebruikt, die op muntgeld werken. Er waren in 2006 nog ca. 1,9 miljoen muntmeters (gas- en elektriciteitsmeters) op hoofdaansluitingen in gebruik. Men is toen geleidelijk overgestapt naar een prepaid systeem met kaarten. Veel Britse huurders betalen hun energiegebruik met een muntmeter aan de huiseigenaar. De meter is dan als tussenmeter geschakeld; de eigenaar rekent het verbruik van de hoofdaansluiting door middel van een afzonderlijke meter met de energieleverancier af.

## Van analoog naar digitaal
In de meeste gevallen worden voor huisaansluitingen deze analoge meters gebruikt. Echter, meerdere netbeheerders en energieleveranciers hebben digitale meters of zijn bezig deze te introduceren. In sommige gevallen betreft het zogenoemde slimme meters. Behalve dat die, net als de conventionele meters, het verbruik van de afnemer registreren, kunnen ze deze verbruiksgegevens ook via het laagspanningsnet of via GPRS naar de computer van het energiebedrijf sturen.
De meters versturen niet continu gegevens: om het apparaat uit te lezen moet het energiebedrijf zelf een signaal verzenden, waarna de meter de gewenste informatie levert. Met dit systeem beschikt het energiebedrijf op elk gewenst moment over de juiste gegevens en hoeft er niet langer een meteropnemer langs de deuren. Het systeem vormt tevens een nieuw wapen in de strijd tegen energiediefstal, doordat een verschil tussen de aan een wijk geleverde energie en de som van het verbruik van de afnemers eerder kan worden opgemerkt.
In Nederland is een traject ingezet om vanaf 1 januari 2015 alle analoge meters door slimme meters te vervangen. Individuele klanten hebben echter het recht deze 'slimme meter' te weigeren. Dan blijft (op dringend verzoek) de oude meter gehandhaafd of wordt (na aandringen) een niet op afstand uitleesbare meter geplaatst. Meestal zal de netbeheerder echter proberen toch een slimme meter te plaatsen, waarvan dan echter de meterstanden niet aan de energieleverancier worden doorgegeven (het zogenaamde 'administratief uitschakelen'). Eerder werden slimme meters al ingezet in nieuwbouwwoningen of ter vervanging van meters die niet meer voldeden. Per eind 2022 is de slimme meter aan zo goed als alle Nederlandse huishoudens aangeboden.
Op 1 juli 2021 is de tooncode die werd gebruikt om het telwerk in de mechanische meters om te schakelen van normaal- naar daltarief uitgeschakeld. Sindsdien kunnen Nederlandse huishoudens uitsluitend gebruikmaken van de mogelijkheid van een abonnement met dubbel tarief wanneer zij een slimme meter hebben.
In Vlaanderen begon de uitrol van de digitale meter in de zomer van 2019. Vlaams distributienetbeheerder Fluvius wil dat alle Vlaamse huishoudens uiterlijk in juli 2029 een digitale meter hebben. In tegenstelling tot Nederlanders kunnen Vlamingen de digitale meter niet weigeren. Dat was een van de redenen dat in Vlaanderen veel kritiek kwam op de digitale meter.

## Nieuwe meters

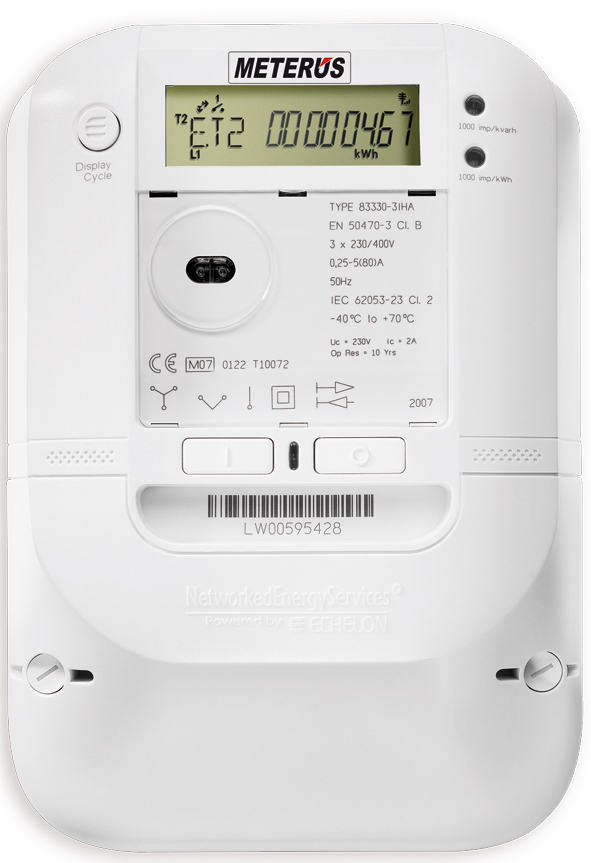
Slimme meter

Nieuwe meters zijn in te delen in twee typen:
inducto-mechanische meter (oud type, uitgebreid telwerk)Deze meters werken op dezelfde wijze als hierboven beschreven, maar hebben nu zeven cijfers voor de komma. De reden hiervoor is dat men vroeger minder apparaten had die elektriciteit gebruikten, zodat zes cijfers voor de komma voldoende werd geacht. Een zescijferige meter zou na een aantal jaren opnieuw vanaf 000000 beginnen te tellen, wat eigenaardige rekeningen op zou kunnen leveren.
De energiebedrijven zijn bezig om de zescijferige meters, en meters die ouder zijn dan twintig jaar, te vervangen door een zevencijferige of door een digitale meter.
elektronische (digitale) meterIn deze meters is het mechanische telwerk vervangen door elektronica met voor het aflezen een lcd-schermpje. De te meten stroom wordt door een "shunt" geleid, die in serie staat met het verbruikersnet. Een shunt is een speciaal type weerstand waarvan de weerstandswaarde op milliohms nauwkeurig is vastgesteld. Deze shunt is in staat om stromen tot 63 ampère te verwerken, veel meer dan praktisch ooit kan optreden. De shunt vervangt de zogenaamde "stroomtransformator" en maakt nauwkeuriger meten mogelijk. De spanningsval over deze shunt is recht evenredig met de te meten stroomsterkte. Is de shunt bijvoorbeeld 0,01 ohm, dan zal er bij een stroomdoorgang van 10 ampère een spanning van 0,1 volt over staan. Met moderne elektronica kan deze spanning tot op enkele tienden millivolt nauwkeurig worden gemeten. Deze spanningsvariatie zet de elektronica direct om in een verbruikswaarde.

## Terugleververgoeding
Doordat de ferrarismeter terugdraait bij teruglevering is de vergoeding gelijk aan de stroomprijs voor levering. Bij de digitale meters wordt teruggeleverde elektriciteit separaat bijgehouden en zou voor teruggeleverde stroom een lagere prijs gerekend kunnen worden. In het kader van de stimuleringsregeling duurzame energieproductie zijn er regelingen die moeten zorgen voor een "redelijke terugleververgoeding". Salderen tussen afgenomen en teruggeleverde stroom behoort ook tot de mogelijkheden, en is in Nederland tot (minimaal) 2025 wettelijk verplicht.

## EAN-code
Elke elektriciteitsaansluiting in Nederland en België heeft een 18-cijferige EAN-code (European Article Number). In het aansluitregister wordt onder andere bijgehouden wie de huidige energieleverancier is. De EAN-code van de elektriciteitsaansluiting staat op de energierekening (jaarafrekening). Voor Nederland valt deze op te zoeken op de website van EDSN. Er zouden per 2005 7.512.932 kleinverbruiker-elektriciteitsmeters in Nederland zijn.